# Listen (álbum)
Listen es el sexto álbum de estudio del disc jockey y Productor francés David Guetta. Fue lanzado en Australia y Nueva Zelanda el 21 de noviembre de 2014 y en el resto del mundo el 24 de noviembre de 2014, por las discográficas Warner Music Group y Parlophone. Contiene géneros como el pop, electropop, dance pop, electro house, progressive house y hip house, cuenta con colaboraciones musicales de los artistas Skylar Grey, Vassy, Sam Martin, Emeli Sandé, Nicki Minaj, Bebe Rexha, Magic! y Sonny Wilson. También cuenta con unos colaboradores frecuentes de Guetta adicionales que son los productores Giorgio Tuinfort, Avicii, Afrojack, Nicky Romero, Showtek, Stadiumx y DSB entre otros, con escritores adicionales a los créditos como son Jason Evigan, Alicia Keys y The-Dream, entre otros.
Para su promoción, Guetta inicio a finales de 2014 la gira Listen Tour, realizando 78 conciertos entre América y Europa.

## Recepción
Debutó en la octava ubicación de la lista de álbumes del Reino Unido vendiendo en su primera semana más de 24 000 copias. En los Estados Unidos, debutó en el puesto 22 y llegó a ocupar su máxima posición en el casillero número 4 del Billboard 200 tras vender en su primera semana 25 000 copias. También obtuvo el primer lugar en el Dance/Electronic Albums. En su natal Francia alcanzó el número 3.

## Lista de canciones
| Listen – Versión estándar |                                                                   | |                                                                                          |          |  |
| N.º                       | Título                                                            | Escritor(es) | Productor(es)                                                                            | Duración |  |
| 1.                        | «Dangerous» (con Sam Martin)                                      | David Guetta, Giorgio Tuinfort, Sam Martin, Jason Evigan y Lindy Robbins. | David Guetta, Giorgio Tuinfort, Sam Martin* y Jason Evigan*.                             | 3:23     |  |
| 2.                        | «What I Did for Love» (con Emeli Sandé)                           | David Guetta, Giorgio Tuinfort, Breyan Isaac, Jason Evigan, Sam Martin y Sean Douglas.                                                                                            | David Guetta y Giorgio Tuinfort.                                                         | 3:27     |  |
| 3.                        | «No Money No Love» (junto a Showtek con Elliphant y Ms. Dynamite) | David Guetta, Giorgio Tuinfort, Ester Dean, Nick Rotteveel, Sjoerd Janssen, Wouter Janssen y Terius "The-Dream" Nash.                                                             | David Guetta, Giorgio Tuinfort, Nicky Romero y Showtek.                                  | 3:57     |  |
| 4.                        | «Lovers on the Sun» (con Sam Martin)                              | David Guetta, Sam Martin, Frédéric Riesterer, Giorgio Tuinfort, Jason Evigan, Michael Einziger y Tim Bergling.                                                                    | David Guetta, Avicii, Fred Riesterer, Giorgio Tuinfort, Daddy's Groove* y Jason Evigan*. | 3:23     |  |
| 5.                        | «Goodbye Friend» (con The Script)                                 | David Guetta, Frederic Riesterer, Giorgio Tuinfort, Jason Evigan, Sam Martin, Sean Douglas, Breyan Stanley Isaac, Danny O Donoghue, Mark Sheehan, Zsolt Milichovski y David Nagy. | David Guetta, Frederic Riesterer y Stadiumx.                                             | 3:49     |  |
| 6.                        | «Lift Me Up» (con Nico & Vinz y Ladysmith Black Mambazo)          | David Guetta, Giorgio Tuinfort, Danny Majic, Geoffro Early, Julie Frost, Justin Franks, Nico Sereba y Vincent Dery.                                                               | David Guetta y Giorgio Tuinfort.                                                         | 3:58     |  |
| 7.                        | «Listen» (con John Legend)                                        | David Guetta, Giorgio Tuinfort, Austin Bisnow, Frederic Riesterer, Jason Evigan, John Stephens, Joaquin Howard Banuelos y Sarah Rayne.                                            | David Guetta, Giorgio Tuinfort y Austin Bis.                                             | 3:46     |  |
| 8.                        | «Bang My Head» (con Sia)                                          | David Guetta, Giorgio Tuinfort, Sia Furler, Marcus van Wattum, Nick Rotteveel, Kristian Karlsson, Vincent Pontare y Magnus Lidehall.                                              | David Guetta, Giorgio Tuinfort, Marcus Van Wattum y Nicky Romero.                        | 3:53     |  |
| 9.                        | «Yesterday» (con Bebe Rexha)                                      | David Guetta, Giorgio Tuinfort, Bebe Rexha, Sean Douglas y Tim Bergling. | David Guetta, Avicii y Giorgio Tuinfort                                                  | 4:03     |  |
| 10.                       | «Hey Mama» (con Nicki Minaj, Afrojack y Bebe Rexha)               | David Guetta, Giorgio Tuinfort, Bebe Rexha, Esten Dean, Nick van de Wall, Sean Douglas y Onika Tanya Maraj.                                                                       | David Guetta, Giorgio Tuinfort y Afrojack.                                               | 3:12     |  |
| 11.                       | «Sun Goes Down» (junto a Showtek con Magic! y Sonny Wilson)       | David Guetta, Giorgio Tuinfort, S. Janssen, W. Janssen y Nasri Atweh. | David Guetta y Showtek.                                                                  | 3:31     |  |
| 12.                       | «S.T.O.P.» (con Ryan Tedder)                                      | David Guetta, Giorgio Tuinfort, Pierre-Luc Rioux, Justin Davey, Vinay Vyas y Ryan Tedder.                                                                                         | David Guetta y Giorgio Tuinfort.                                                         | 3:34     |  |
| 13.                       | «I'll Keep Loving You» (con Birdy y Jaymes Young)                 | David Guetta, Frederic Riesterer, Teemu Brunila, Jaymes Young, Birdy y Matt Dragstrem.                                                                                            | David Guetta y Frederic Riesterer.                                                       | 3:08     |  |
| 14.                       | «The Whisperer» (con Sia)                                         | David Guetta, Giorgio Tuinfort y Sia Furler. | David Guetta y Giorgio Tuinfort.                                                         | 3:54     |  |

| Listen Again – Edición de lujo (bonus disc) |                                                   | |                                                  |          |  |
| N.º                                         | Título                                            | Escritor(es) | Productor(es)                                    | Duración |  |
| 1.                                          | «Bad» (junto a Showtek con Vassy)                 | David Guetta, Sjoerd Janssen, Wouter Janssen, Giorgio Tuinfort, Ossama Al Sarraf, Ned Shepard, Nick Turpin, Manuel Reuter y Vasiliki Karagiorgos. | David Guetta y Showtek.                          | 2:50     |  |
| 2.                                          | «Rise» (con Skylar Grey)                          | David Guetta, Giorgio Tuinfort, Holly Brook Hafermann y Claude Kelly.                                                                             | David Guetta y Giorgio Tuinfort.                 | 3:55     |  |
| 3.                                          | «Shot Me Down» (con Skylar Grey)                  | David Guetta, Giorgio Tuinfort y Sonny Bono. | David Guetta, Giorgio Tuinfort y Ralph Wegner**. | 3:11     |  |
| 4.                                          | «Dangerous» (con Sam Martin (Robin Schulz remix)) | David Guetta, Giorgio Tuinfort, Sam Martin, Jason Evigan y Lindy Robbins.                                                                         | David Guetta, Sam Martin* y Jason Evigan*.       | 3:20     |  |

| Listen – Versión japonesa (bonus tracks) |                                                      |                                                                             |                                                    |          |  |
| N.º                                      | Título                                               | Escritor(es)                                                                | Productor(es)                                      | Duración |  |
| 15.                                      | «Bad» (junto a Showtek con Vassy)                    | Guetta S. Janssen W. Janssen Tuinfort Al Sarraf Shepard Turpin Manian Vassy | Guetta Showtek                                     |          |  |
| 16.                                      | «Shot Me Down» (con Skylar Grey)                     | Guetta Tuinfort Bono                                                        | Guetta Tuinfort Wegner**                           | 3:11     |  |
| 17.                                      | «Lovers on the Sun» (con Sam Martin) (Showtek Remix) | Guetta Martin Riesterer Tuinfort Evigan Einziger Bergling                   | Guetta Avicii Riesterer Tuinfort Daddy's Groove ** |          |  |
| 18.                                      | «Dangerous» (con Sam Martin) (Robin Schulz Remix)    | Guetta Tuinfort Martin Evigan Robbins                                       | Guetta Martin* Evigan*                             | 3:20     |  |

| Listen Again – Disco 1 |                                                                   | |                                                                                          |          |  |
| N.º                    | Título                                                            | Escritor(es) | Productor(es)                                                                            | Duración |  |
| 1.                     | «Dangerous» (con Sam Martin)                                      | David Guetta, Giorgio Tuinfort, Sam Martin, Jason Evigan y Lindy Robbins. | David Guetta, Giorgio Tuinfort, Sam Martin* y Jason Evigan*.                             | 3:23     |  |
| 2.                     | «What I Did for Love» (con Emeli Sandé)                           | David Guetta, Giorgio Tuinfort, Breyan Isaac, Jason Evigan, Sam Martin y Sean Douglas.                                                                                            | David Guetta y Giorgio Tuinfort.                                                         | 3:27     |  |
| 3.                     | «No Money No Love» (junto a Showtek con Elliphant y Ms. Dynamite) | David Guetta, Giorgio Tuinfort, Ester Dean, Nick Rotteveel, Sjoerd Janssen, Wouter Janssen y Terius "The-Dream" Nash.                                                             | David Guetta, Giorgio Tuinfort, Nicky Romero y Showtek.                                  | 3:57     |  |
| 4.                     | «Lovers on the Sun» (con Sam Martin)                              | David Guetta, Sam Martin, Frédéric Riesterer, Giorgio Tuinfort, Jason Evigan, Michael Einziger y Tim Bergling.                                                                    | David Guetta, Avicii, Fred Riesterer, Giorgio Tuinfort, Daddy's Groove* y Jason Evigan*. | 3:23     |  |
| 5.                     | «Goodbye Friend» (con The Script)                                 | David Guetta, Frederic Riesterer, Giorgio Tuinfort, Jason Evigan, Sam Martin, Sean Douglas, Breyan Stanley Isaac, Danny O Donoghue, Mark Sheehan, Zsolt Milichovski y David Nagy. | David Guetta, Frederic Riesterer y Stadiumx.                                             | 3:49     |  |
| 6.                     | «Lift Me Up» (con Nico & Vinz y Ladysmith Black Mambazo)          | David Guetta, Giorgio Tuinfort, Danny Majic, Geoffro Early, Julie Frost, Justin Franks, Nico Sereba y Vincent Dery.                                                               | David Guetta y Giorgio Tuinfort.                                                         | 3:58     |  |
| 7.                     | «Listen» (con John Legend)                                        | David Guetta, Giorgio Tuinfort, Austin Bisnow, Frederic Riesterer, Jason Evigan, John Stephens, Joaquin Howard Banuelos y Sarah Rayne.                                            | David Guetta, Giorgio Tuinfort y Austin Bis.                                             | 3:46     |  |
| 8.                     | «Bang My Head» (con Sia y Fetty Wap)                              | David Guetta, Giorgio Tuinfort, Sia Furler, Marcus van Wattum, Nick Rotteveel, Kristian Karlsson, Vincent Pontare y Magnus Lidehall.                                              | David Guetta, Giorgio Tuinfort, Marcus Van Wattum y Nicky Romero.                        | 3:53     |  |
| 9.                     | «Yesterday» (con Bebe Rexha)                                      | David Guetta, Giorgio Tuinfort, Bebe Rexha, Sean Douglas y Tim Bergling. | David Guetta, Avicii y Giorgio Tuinfort                                                  | 4:03     |  |
| 10.                    | «Hey Mama» (con Nicki Minaj, Afrojack y Bebe Rexha)               | David Guetta, Giorgio Tuinfort, Bebe Rexha, Esten Dean, Nick van de Wall, Sean Douglas y Onika Tanya Maraj.                                                                       | David Guetta, Giorgio Tuinfort y Afrojack.                                               | 3:12     |  |
| 11.                    | «Sun Goes Down» (junto a Showtek con Magic! y Sonny Wilson)       | David Guetta, Giorgio Tuinfort, S. Janssen, W. Janssen y Nasri Atweh. | David Guetta y Showtek.                                                                  | 3:31     |  |
| 12.                    | «S.T.O.P.» (con Ryan Tedder)                                      | David Guetta, Giorgio Tuinfort, Pierre-Luc Rioux, Justin Davey, Vinay Vyas y Ryan Tedder.                                                                                         | David Guetta y Giorgio Tuinfort.                                                         | 3:34     |  |
| 13.                    | «I'll Keep Loving You» (con Birdy y Jaymes Young)                 | David Guetta, Frederic Riesterer, Teemu Brunila, Jaymes Young, Birdy y Matt Dragstrem.                                                                                            | David Guetta y Frederic Riesterer.                                                       | 3:08     |  |
| 14.                    | «The Whisperer» (con Sia)                                         | David Guetta, Giorgio Tuinfort y Sia Furler. | David Guetta y Giorgio Tuinfort.                                                         | 3:54     |  |

| Listen Again – Edición de lujo Disco 2 |                                                       | |                                            |          |  |
| N.º                                    | Título                                                | Escritor(es) | Productor(es)                              | Duración |  |
| 1.                                     | «Clap Your Hands» (with GLOWINTHEDARK)                | Guetta Albert Harvey Kevin Ramos Martjin Garritsen                                                                            | Guetta GLOWINTHEDARK Martin Garrix         | 3:55     |  |
| 2.                                     | «Bad» (with Showtek featuring Vassy)                  | Guetta Wouter Janssen Sjoerd Janssen Tuinfort Ossama Al Sarraf Ned Shepard Manuel Reuter Vasiliki Karagiorgos Nicholas Turpin | Guetta Showtek Sultan + Ned Shepard Reuter | 2:50     |  |
| 3.                                     | «Shot Me Down» (featuring Skylar Grey)                | Guetta Tuinfort Sonny Bono | Guetta Tuinfort Ralph Wegner               | 3:07     |  |
| 4.                                     | «Blast Off» (with Kaz James) (radio edit)             | Guetta Kaz James Tuinfort Ebow Graham Pavan Mukhi Wegner                                                                      | Guetta Tuinfort Wegner                     | 3:08     |  |
| 5.                                     | «The Death of EDM» (with Showtek featuring Beardyman) | Guetta W. Janssen S. Janssen Darren Foreman                                                                                   | Guetta Showtek                             | 4:54     |  |
| 6.                                     | «Pelican» ([radio edit])                              | Guetta | Guetta                                     | 3:25     |  |
| 7.                                     | «Bang My Head» (featuring Sia) (GLOWINTHEDARK remix)  | Guetta Tuinfort Rotteveel van Wattum Karlsson Maxwell Furler Pontare Lidehäll                                                 | Guetta Tuinfort Romero Wattum              | 3:48     |  |

| Descarga digital |                                                                                  |                                                                       |                                                   |          |  |
| N.º              | Título                                                                           | Escritor(es)                                                          | Productor(es)                                     | Duración |  |
| 8.               | «Dangerous, Pt. 2» (con Trey Songz, Chris Brown y Sam Martin)                    |                                                                       |                                                   | 3:33     |  |
| 9.               | «Rise» (con Skylar Grey)                                                         | David Guetta, Giorgio Tuinfort, Holly Brook Hafermann y Claude Kelly. | David Guetta y Giorgio Tuinfort.                  | 3:55     |  |
| 10.              | «Ain't a Party» (con GLOWINTHEDARK & Harrison Miya Radio edit)                   | Guetta Albert Harvey Kevin Ramos                                      |                                                   |          |  |
| 12.              | «Lovers on the Sun» (con Sam Martin) (Showtek Remix)[Bonus Track solo en Japón]) | Guetta Martin Riesterer Tuinfort Evigan Einziger Bergling             | Guetta Avicii Riesterer Tuinfort Daddy's Groove** | 4:54     |  |

Notas
- * indica coproductor
- ** indica productor adicional
  - Las canciones "Dangerous part 2" con Trey Songz, Chris Brown y Sam Martin (que cuenta como un sencillo desconocido), "Rise" con Skylar Grey, Ain't a Party con Glowinthedark & Harrison Miya (como vocal) y el remix de Robin Schulz "Dangerous".

Sólo están exclusivamente en la versión física del álbum "Listen Again", estos son los temas extra en el disco 2 del álbum "Listen Again", que cuenta con las canciones del álbum original en su versión "Deluxe". 
Estas canciones no estarán en todas las versiones del álbum "Listen Again" de todos los países.
Esta versión sólo se venderá en Japón y algunos países de Europa y América Latina.
- El disco 2 de la versión Japón, Europa y América Latina del álbum consta de 12 canciones contando los 4 bonus tracks adicionales y una extra en la versión de Japón.

Fuente: Página oficial de David Guetta.

## Historial de lanzamientos
| País           | Fecha                   | Formato                | Discográfica                    |
| -------------- | ----------------------- | ---------------------- | ------------------------------- |
| Alemania       | 21 de noviembre de 2014 | Descarga digital y CD. | Warner Music Group y Parlophone |
| Australia      | 21 de noviembre de 2014 | Descarga digital y CD. | Warner Music Group y Parlophone |
| Estados Unidos | 24 de noviembre de 2014 | Descarga digital y CD. | Warner Music Group y Parlophone |
| Francia        | 24 de noviembre de 2014 | Descarga digital y CD. | Warner Music Group y Parlophone |
| Italia         | 25 de noviembre de 2014 | Descarga digital y CD. | Warner Music Group y Parlophone |
| Mundo          | 24 de noviembre de 2014 | Descarga digital.      | Warner Music Group y Parlophone |
| Nueva Zelanda  | 21 de noviembre de 2014 | Descarga digital y CD. | Warner Music Group y Parlophone |
| Reino Unido    | 24 de noviembre de 2014 | Descarga digital y CD. | Warner Music Group y Parlophone |